# Triplaris setosa
Triplaris setosa är en slideväxtart som beskrevs av Henry Hurd Rusby. Triplaris setosa ingår i släktet Triplaris och familjen slideväxter. Utöver nominatformen finns också underarten T. s. woytkowskii.